# Arbnor Muja
Pour les articles homonymes, voir Muja.
Arbnor Muja, né le 29 novembre 1998 à Mitrovicë en Yougoslavie (aujourd'hui au Kosovo), est un footballeur international albanais, d'origine kosovare, qui joue au poste d'attaquant au Samsunspor.

## Biographie

### En club
Arbnor Muja commence sa carrière professionnelle au KF Trepça, l'un des clubs de Mitrovicë, la ville où il a grandi. En 2017, il est transféré vers le club quasiment homonyme du KF Trepça '89. Le 15 août 2018, il signe un contrat de deux ans avec un club allemand de 3. Liga, l'Eintracht Brunswick. Il joue dix-sept matchs de championnat, au cours desquels il marque sept buts, pour l'équipe B du club lors de la saison 2018-2019 en Oberliga Niedersachsen, la 5e division allemande.
Après son passage en Allemagne, où sa famille s'était établie après avoir fui le conflit yougoslave au cœur des années 1990 et sans doute la raison pour laquelle l'ailier droit a tenté sa chance à l'étranger d'abord dans ce pays, Arbnor Muja signe un contrat de deux ans en Albanie pour le Skënderbeu Korçë.
En manque de temps de jeu, il est prêté lors de la saison 2020-2021 à son ancien club du KF Trepça '89 où l'on estime qu'il aura plus d'opportunités de poursuivre son développement. En juin 2021, le KF Drita le rapatrie définitivement dans son pays d'origine sur la base d'un contrat de trois ans avec l'ambition de construire une équipe composée autour de jeunes éléments talentueux comme lui.
Le 28 juillet 2022, l'Antwerp conclut un accord avec le KF Drita pour le transfert d'Arbnor Muja quelques minutes à peine après la fin de la rencontre que le club anversois remporte face aux Kosovars au deuxième tour de qualification de la Ligue Europa Conférence 2022-2023. Huit jours plus tard, son arrivée est confirmée, aussi bien par son nouveau club que par la presse,, en échange d'un contrat de trois ans avec une option pour une année supplémentaire. L'Antwerp aurait payé une indemnité de transfert de 400 000 euros, ce qui en fait le transfert le plus cher de l'histoire du championnat du Kosovo. Il fait ses débuts avec l'Antwerp le 2 octobre 2022 lors d'une défaite 2-1 à l'extérieur contre le KV Courtrai, après être entré en jeu à la 45e minute à la place de Kōji Miyoshi. Muja est élu joueur du mois décembre et semble alors définitivement lancé, après avoir été confronté à quelques soucis physiques et nécessité un temps d'adaptation au rythme de jeu plus élevé que celui auquel il était habitué jusqu'à présent, car il joue un rôle important dans la deuxième moitié de la phase classique du championnat belge, inscrivant trois buts et délivrant quatre passes décisives.
Le 30 avril 2023, il remporte la coupe de Belgique, le premier trophée de sa carrière.

### En sélections nationales
Arbnor Muja est convoqué chez les espoirs kosovars le 4 octobre 2018, à l'occasion d'une rencontre de qualification pour le championnat d'Europe espoirs 2019 face à Israël. Il entre en jeu à la 64e minute à la place de Muharrem Jashari (en).
Il est ensuite appelé pour la première fois en équipe A par Alain Giresse le 17 mars 2023 pour les éliminatoires de l'Euro 2024 contre Israël et Andorre. Selon certains observateurs, il méritait cette sélection depuis un moment et son statut au pays a réellement changé depuis son transfert à l'Antwerp. Arbnor Muja n'entre toutefois pas en action lors de ces deux rencontres.
Pablo Zabaleta, adjoint de Sylvinho à la tête de l'Albanie, rencontre le joueur peu après ce rassemblement. L'interêt montré par la fédération albanaise couplé à la déception de ne pas avoir disputé la moindre minute et un différend à cet égard avec l'entraîneur français du Kosovo vont convaincre Muja de changer d'allégeance. Son désir était de déjà rejoindre la sélection albanaise au mois de juin mais il ne disposait pas encore à ce moment de son nouveau passeport. C'est finalement en août que les formalités sont remplies et Muja est appelé pour la première fois pour l'Albanie dans le cadre des éliminatoires de l'Euro 2024. Il dispute ses premières minutes pour sa nouvelle nation le 7 septembre lorsqu'il monte au jeu à la 70e minute

## Statistiques

### En club
| Saison                | Club                   | Championnat            | Championnat | Championnat | Championnat | Coupe(s) nationale(s) | Coupe(s) nationale(s) | Coupe(s) nationale(s) | Supercoupe | Supercoupe | Supercoupe | Compétition(s) continentale(s) | Compétition(s) continentale(s) | Compétition(s) continentale(s) | Compétition(s) continentale(s) | Autres compétitions | Autres compétitions | Autres compétitions | Autres compétitions | Albanie | Albanie | Albanie | Total | Total | Total |
| Saison                | Club                   | Division               | M.          | B.          | P.d.        | M.                    | B.                    | P.d.                  | M.         | B.         | P.d.       | Comp.                          | M.                             | B.                             | P.d.                           | Comp.               | M.                  | B.                  | P.d.                | M.      | B.      | P.d.    | M.    | B.    | P.d.  |
| 2016-2017             | KF Trepça              | Superliga              | 4           | 0           | 0           | -                     | -                     | -                     | -          | -          | -          | -                              | -                              | -                              | -                              | -                   | -                   | -                   | -                   | -       | -       | -       | 4     | 0     | 0     |
| 2017-2018             | KF Trepça '89          | Superliga              | 2           | 0           | 0           | 0                     | 0                     | 0                     | -          | -          | -          | -                              | -                              | -                              | -                              | -                   | -                   | -                   | -                   | -       | -       | -       | 2     | 0     | 0     |
| 2018-2019             | Eintracht Brunswick II | Oberliga Niedersachsen | 17          | 7           | 3           | -                     | -                     | -                     | -          | -          | -          | -                              | -                              | -                              | -                              | -                   | -                   | -                   | -                   | -       | -       | -       | 17    | 7     | 3     |
| 2019-2020             | Skënderbeu Korçë       | Kategoria Superiore    | 9           | 1           | 1           | 2                     | 1                     | 0                     | -          | -          | -          | -                              | -                              | -                              | -                              | -                   | -                   | -                   | -                   | -       | -       | -       | 11    | 2     | 1     |
| 2019-2020             | KF Trepça '89 (prêt)   | Superliga              | 31          | 8           | 0           | 1                     | 0                     | 0                     | -          | -          | -          | -                              | -                              | -                              | -                              | -                   | -                   | -                   | -                   | -       | -       | -       | 32    | 8     | 0     |
| 2020-2021             | KF Trepça '89 (prêt)   | Superliga              | 11          | 1           | 0           | -                     | -                     | -                     | -          | -          | -          | -                              | -                              | -                              | -                              | -                   | -                   | -                   | -                   | -       | -       | -       | 11    | 1     | 0     |
| Sous-total            | Sous-total             | Sous-total             | 42          | 9           | 0           | 1                     | 0                     | 0                     | -          | -          | -          | -                              | -                              | -                              | -                              | -                   | -                   | -                   | -                   | -       | -       | -       | 43    | 9     | 0     |
| 2021-2022             | KF Drita               | Superliga              | 20          | 4           | 7           | 3                     | 2                     | 1                     | -          | -          | -          | C4                             | 4                              | 0                              | 1                              | -                   | -                   | -                   | -                   | -       | -       | -       | 27    | 6     | 9     |
| 2022-2023             | KF Drita               | Superliga              | -           | -           | -           | -                     | -                     | -                     | -          | -          | -          | C4                             | 4                              | 2                              | 1                              | -                   | -                   | -                   | -                   | -       | -       | -       | 4     | 2     | 1     |
| Sous-total            | Sous-total             | Sous-total             | 20          | 4           | 7           | 3                     | 2                     | 1                     | -          | -          | -          | -                              | 8                              | 2                              | 2                              | -                   | -                   | -                   | -                   | -       | -       | -       | 31    | 8     | 10    |
| 2022-2023             | Royal Antwerp FC       | Division 1A            | 21          | 3           | 4           | 6                     | 1                     | 1                     | -          | -          | -          | C4                             | -                              | -                              | -                              | PO1                 | 6                   | 0                   | 0                   | -       | -       | -       | 33    | 4     | 5     |
| 2023-2024             | Royal Antwerp FC       | Division 1A            | 23          | 5           | 3           | 4                     | 0                     | 0                     | 1          | 0          | 0          | C1                             | 7                              | 1                              | 0                              | -                   | -                   | -                   | -                   | 5       | 0       | 0       | 40    | 6     | 3     |
| Sous-total            | Sous-total             | Sous-total             | 44          | 8           | 7           | 10                    | 1                     | 1                     | 1          | 0          | 0          | -                              | 7                              | 1                              | 0                              | -                   | 6                   | 0                   | 0                   | 5       | 0       | 0       | 73    | 10    | 8     |
| 2023-2024             | Samsunspor             | SüperLig               | 13          | 1           | 0           | -                     | -                     | -                     | -          | -          | -          | -                              | -                              | -                              | -                              | -                   | -                   | -                   | -                   | -       | -       | -       | 13    | 1     | 0     |
| 2024-2025             | Samsunspor             | SüperLig               | 33          | 3           | 1           | 1                     | 0                     | 1                     | -          | -          | -          | -                              | -                              | -                              | -                              | -                   | -                   | -                   | -                   | -       | -       | -       | 34    | 3     | 2     |
| 2025-2026             | Samsunspor             | SüperLig               | 2           | 0           | 0           | -                     | -                     | -                     | -          | -          | -          | -                              | -                              | -                              | -                              | -                   | -                   | -                   | -                   | -       | -       | -       | 2     | 0     | 0     |
| Sous-total            | Sous-total             | Sous-total             | 48          | 4           | 0           | 1                     | 0                     | 1                     | -          | -          | -          | -                              | -                              | -                              | -                              | -                   | -                   | -                   | -                   | -       | -       | -       | 49    | 4     | 1     |
| Total sur la carrière | Total sur la carrière  | Total sur la carrière  | 186         | 33          | 18          | 17                    | 4                     | 3                     | 1          | 0          | 0          | -                              | 15                             | 3                              | 2                              | -                   | 6                   | 0                   | 0                   | 5       | 0       | 0       | 230   | 40    | 23    |

## Palmarès

### En club
|  |  | KF Drita - Championnat du Kosovo : - Vice-champion : 2021. - Coupe du Kosovo : - Finaliste : 2022 (en). |  | Royal Antwerp FC - Championnat de Belgique (1) : - Champion : 2023. - Coupe de Belgique (1) : - Vainqueur : 2023. - Supercoupe de Belgique (1) : - Vainqueur : 2023. |

## Vie privée
Arbnor Muja est le frère d'Ardian Muja qui joue actuellement au KF Trepça '89 et dont il est capitaine. Les deux frères y ont par ailleurs joués ensemble pendant une saison.